# Ida The Young
Ida The Young je česká indie folková skupina původem z Plzně ve složení Iris Hobson-Mazur (zpěv) a Marek Koliha (akustická kytara), které později doplnil Filip Simon (bicí), Jakub Richtárech (klávesy) a Pavel Kierberger (syntetizátory). Od svého vzniku v roce 2021 skupina vydala dvě EP a za rok 2024 získala cenu Vinyla v kategorii Objev roku, do širší nominace se dostala i na Cenách Anděl 2024.

## Historie
V roce 2021 se zpěvačka Iris Hobson-Mazur, původem ze Spojeného království, v Plzni potkala s kytaristou Markem Koblihou, s nímž nejdřív vyhrála mistrovství juniorské ligy začátečníků ve stolním fotbale a poté s ním vytvořila hudební duo, které v roce 2021 vydalo první dvě písně – „He Left at Dawn“ a „Long Jesse“.
V dubnu 2023 skupina vydala své debutové EP Strange Shaped Flowers. Druhé EP s názvem Silver Thing vyšlo 24. května 2024 ve vydavatelství Korobushka Records. Na něm byl od debutu zřetelný posun k elektronické hudbě.